# 대전둔원고등학교
대전둔원고등학교(大田屯原高等學校)는 대한민국 대전광역시 서구 갈마동에 위치한 공립 고등학교이다.

## 학교 연혁
- 2003년 2월 18일 : 대전둔원고등학교 설립 인가(총 30학급)
- 2003년 3월 1일 : 개교 (일반고, 1학년 10학급)
- 2006년 2월 8일 : 제1회 졸업식 404명
- 2006년 3월 1일 : 특수학급 1학급 증설(총 31학급)
- 2022년 3월 1일 : 고교학점제 준비학교 지정
- 2024년 1월 5일 : 제19회 졸업식 239명(졸업생 총 6,680명)
- 2024년 3월 1일 : 제11대 김택수 교장 취임
- 2024년 3월 4일 : 2024학년도 입학식 254명

## 참고 자료
- 대전둔원고등학교 - 한국교육학술정보원 학교알리미